# Michel Cagnion
 (janvier 2015).
Michel Cagnion, né le 11 avril 1928 et mort le 20 septembre 1996, était un ancien directeur général de la Fédération française de football (FFF).

## Journalisme, football et réforme
Dans le milieu des années 1950, Michel Cagnion collabore épisodiquement à l'hebdomadaire France Football. "Son sens de la formule, sa facilité de plume et de parole auraient pu lui permettre de réussir dans notre profession. De loin en loin, il semblait en garder comme une frustration" écrira plus tard Gérard Ernault de son ancien collègue. Trentenaire, Michel Cagnion entre alors à la FFF en 1958 comme secrétaire administratif, sous la direction de Pierre Delaunay. En dix ans, il va devenir l'un des rouages essentiels de l'administration de Pierre Delaunay puis de celle de Fernand Sastre. Le football français va par contre passer de l'euphorie au désarroi durant cette même décennie. L'élimination de l'équipe de France des 1/4 de finale du championnat d'Europe des Nations, le 24 avril 1968 (battue 1-5 par la Yougoslavie) marque le début de dix ans d'insuccès total de la sélection. La société française et son football sont alors en pleine mutation. Les clubs professionnels, par leur Groupement, s'opposent à l' Union nationale des footballeurs professionnels.
Le 22 mai 1968, des footballeurs français font leur "Mai 68", envahissant le 60 bis Avenue de Iéna, siège de la FFF. Michel Cagnion et la trentaine d'employés de la FFF sont rassemblés dans une salle de l'immeuble. Les manifestants se barricadent, affichant sur la façade de cet immeuble cossu le slogan "Le Football aux footballeurs" et "La Fédération, propriété des 600 000 footballeurs." Dès le début de l'occupation, Michel Cagnion et les membres du personnel administratif protestent contre les atteintes portées à leur liberté de mouvement, soulignant notamment qu'ils étaient des salariés et non des responsables. Selon eux, l'occupation aurait dû avoir lieu un jour de réunion du bureau fédéral afin que les manifestants puissent s'en prendre aux vrais responsables de la FFF. Le personnel est finalement autorisé à quitter les lieux au bout de quelques heures seulement. Mais Pierre Delaunay, secrétaire général, et Georges Boulogne, instructeur national, isolés dans un bureau et retenus, seront contraints d'attendre le milieu de l'après-midi pour recouvrer leur liberté. L'occupation durera jusqu'au 27 mai.
Sont dénoncés à l'époque la soumission des dirigeants de la FFF au pouvoir politique, les pratiques autoritaires héritées du ministre des sports gaulliste Herzog et le népotisme qui existerait au sein de la FFF. Des attaques sont dirigées contre les notables de la FFF : Antoine Chiarisoli, président en exercice, Jean Sadoul, président du Groupement des clubs autorisés, ainsi que Pierre Delaunay. Ce dernier focalise une animosité particulièrement exacerbée parce qu'il incarne un type de pouvoir insupportable pour les contestataires : il a succédé au poste de secrétaire général de la FFF à son père Henri, décédé en 1955. Les footballeurs manifestants réclament sa démission et un référendum sur l’organisation de la FFF, auquel participeraient les 600 000 licenciés. La FFF elle-même réagit le 23 mai pour condamner l'occupation de ses locaux. Elle s'efforce d'emblée de minorer l'événement en mettant l'accent à la fois sur la faiblesse numérique des protagonistes et sur la présence des journalistes du Miroir du football ; manière de disqualifier l'action, sans toutefois évoquer son éventuel caractère politique. Le communiqué rappelle aussi que les statuts de la FFF ont un caractère démocratique. Enfin, une allusion est faite à la refonte en cours de ses statuts. 
En effet, le 11 juillet 1968, le Conseil d’État de la République Française approuve le projet de la FFF du 8 juillet 1967 : la transformation de son Bureau Fédéral en Conseil Fédéral et la création du poste de Directeur Général. Michel Cagnion, sorti renforcé des événements de 1968, posera sa candidature. Sur le terrain, c'est aussi la "révolution" : le 6 novembre 1968, l'équipe de France poursuit sa vertigineuse chute. En éliminatoires de la Coupe du monde 1970, elle s'incline 0-1 à Strasbourg contre la Norvège, composée de joueurs amateurs. Cette défaite suscite une véritable révolution, l’équipe de France étant de ce fait quasiment éliminée dès son premier match. Le quotidien L’Équipe, imité par d’autres journaux, demande la démission des autorités en place, la désignation d’un Comité provisoire de rénovation et jette les bases d’une réforme dont on parlera durant des mois. Le groupe des "réformateurs" Georges / Sastre entend bien garder le cap et, le 22 novembre, présente sa "plateforme".

## Direction de l'administration du football français
Les manifestations de mai 1968, la déconfiture de l'équipe de France et l'adoption de la réforme éloignent finalement les personnalités visées. Le 21 décembre 1968, "l’équipe Sastre", celle que l’on considérait comme celle du renouveau, est élue au premier tour par le Conseil National, avec Jacques Georges comme nouveau président et Fernand Sastre comme nouveau secrétaire général de la FFF. "Pleins pouvoirs à l'équipe neuve de la FFF - à qui l'Etat doit accorder, ce matin, un concours important" : tel est le titre qui barre la "Une" de L'Equipe, le 23 décembre. Le poste de secrétaire général cessant désormais d'être attribué à un administratif pour revenir à un élu, afin d'améliorer le fonctionnement démocratique, Pierre Delaunay préfère se retirer plutôt que d'être réduit au rôle moins influent de directeur général, administratif invité des réunions du bureau fédéral, mais sans droit de vote. C'est dans ce contexte incertain que, le 4 janvier 1969, le tout nouveau conseil fédéral de la FFF se réunit et discute encore de la nomination, en la présence de Michel Cagnion et avec Pierre Delaunay comme secrétaire de séance. Cette nomination finira par intervenir et c'est en qualité de directeur général que Michel Cagnion assistera au conseil fédéral du 8 février 1969. 
La FFF a repris le pouvoir sur le football professionnel, le Groupement déclarant lors de son assemblée générale du 4 janvier 1969, par la voix de son président, Jean Sadoul : "Le Groupement ne représente plus rien". Le 26 février, pour aider les clubs professionnels, Messieurs Georges, Sastre et Cagnion demandent officiellement à Jacques Chirac, secrétaire d'État à l'économie et aux finances, de détaxer le professionnalisme. Mais, le 11 avril 1969, un événement va remettre le feu aux poudres : au nom du Groupement, Antoine Chiarisoli propose au Conseil Fédéral de la FFF la scission de la Division 1 en deux groupes de 16 clubs. Une partie du Conseil Fédéral rejette alors totalement ce projet et démissionne en masse. La FFF implose et n’a donc plus de direction. Michel Cagnion doit donc assumer la responsabilité d'administrer la FFF sans être un élu de l'institution. Il faut attendre le 5 juillet 1969, nouveau jour d'élection au Conseil Fédéral de la FFF, pour que les démissionnaires du 11 avril la réintègrent. Le football professionnel conserve une certaine autonomie mais une autorité limitée, groggy qu’il était d’avoir appris, les 1er et 9 juin 1969, que Lens puis Lille venaient d’abandonner le professionnalisme. Curieuse époque qui voit, le 6 mars 1969, la FFF et l'ORTF signer des accords de retransmissions télévisuelles. Le premier match de championnat de France est retransmis en direct le 29 mars, la deuxième mi-temps du derby Saint-Etienne v. Lyon. Le football français ouvrait une boîte de pandore.
Ce n'est qu'en 1976 que le football français, porté par les résultats européens de l'AS Saint-Etienne, relèvera la tête. Cette même année, Michel Cagnion soutient l'objectif de la FFF : atteindre les deux millions de licenciés, lequel ne sera atteint qu'en 1995. L'obtention puis l'organisation de l'Euro 1984 et de la Coupe du monde 1998 seront aussi ses succès. Il exercera durant 23 saisons, sous les mandats de quatre présidents de la FFF. Personnage de l'ombre, serviteur fidèle de Jacques Georges, Fernand Sastre, Jean Fournet-Fayard et Claude Simonet quand ils occupèrent à tour de rôle la fonction de président de la FFF, Michel Cagnion a représenté le prototype du cadre entièrement dévoué à la cause de son institution. Il appréciait et recherchait le contact. Le rôle de conciliateur et de réconciliateur lui allait à merveille. C'était un esprit vif, curieux de tout, beaucoup plus profond et secret que certains pouvaient l'imaginer. Il savait provoquer la confidence, décrypter les forces et les faiblesses des uns et des autres. Il avait de l'adresse, de l'entregent, parfois au point d'agacer. Responsable du protocole à la FFF, maître de cérémonie non dénué d'humour, il avait expliqué avant la finale de la coupe de France 1987 (un match dans le match entre les présidents de Bordeaux et de Marseille, Claude Bez et Bernard Tapie), qu’il en mettrait "un à l’extrême gauche et l’autre à l’extrême droite, mais qu’il ne faudrait pas en tirer de conclusions politiques". 
Le 1er janvier 1993, il part officiellement à la retraite, remplacé par Gérard Enault. Le président de la FFF, Jean Fournet-Fayard, lui avait rendu un hommage solennel lors de l'assemblée générale de la FFF, en décembre 1992 à Paris : "Michel a toujours servi la Fédération et le football avec énormément de compétences et de tact, nous apportant sa connaissance irremplaçable de toutes les structures régionales, nationales et internationales où il jouit depuis longtemps d'une considération unanime." Quelques semaines plus tard, Fernand Sastre, président du Comité Français d'Organisation de la Coupe du monde 1998, nommait Michel Cagnion conseiller du département Communication de ce CFO France 98. C'est de là qu'il attendra et traversa l'épreuve que constitua pour lui le procès de la "Catastrophe de Furiani", laquelle fit 18 morts et plus de 2 200 blessés (le 5 mai 1992, une tribune s'était effondrée lors de la demi-finale de la Coupe de France Bastia v. Marseille).

## La tragédie de Furiani
Devenu directeur général de la FFF en période de crise, Michel Cagnion en partira donc aussi en période de crise : la "Catastrophe de Furiani", près de Bastia. Le 5 mai 1992, une tribune s'est effondrée lors de la demi-finale de la Coupe de France, rencontre opposant l'équipe du SC Bastia à Olympique de Marseille. Cette catastrophe fera 18 morts et plus de 2 000 blessés.
Le 13 mai 1992 à Paris, il est entendu sur commission rogatoire du juge Rousseau, en compagnie de Jean Fournet-Fayard (président de la FFF) et Daniel Cleenewerck (directeur des compétitions de la FFF). Puis il est mis en examen, le 10 juin 1992, pour "homicides involontaires et coups et blessures involontaires". Il est néanmoins laissé libre. Le 1er juin, Jean Fournet-Fayard avait déjà été inculpé sous les mêmes chefs d'inculpation. Averti de l'inculpation de son directeur général, le président Fournet-Fayard ne se déclare pas surpris : "Je m'attendais à cette décision que je n'ai pas à commenter. Je rappelle que nous sommes à l'entière disposition de la justice et que nous souhaitons que toute la lumière soit faite sur cette affaire.". 
Luc Pilard et Michel Cagnion étaient chargés, au sein de la FFF, de l'organisation de la Coupe de France. Pendant le procès, ils soutinrent n'avoir jamais été alertés sur les risques que pouvait représenter ce match. "Il n’est pas question de juger la Fédération, Jean Fournet-Fayard ou l’argent du football, mais simplement l’action limitée de deux hommes. Et de déterminer le lien entre une faute potentielle de leur part et le drame. M. Cagnion n’a aucun pouvoir décisionnaire, son rôle se limite à la correspondance. Il sert aussi de liens entre les différentes commissions" déclarait alors à la Cour Me Jean Appietto, avocat de la FFF, pour la défense de Michel Cagnion, lors de l'audience du procès de la Catastrophe de Furiani. 
"Quand on apprend qu’une telle confrontation va se produire, on prend des précautions. A la FFF, on a eu un délire de confiance et d’aveuglement qui m’épouvante. Son devoir étant de prendre les devants et de dire à la Ligue de Corse qu’elle est trop petite pour une telle organisation. Quand elle reçoit le faux procès-verbal de la Ligue de Corse, son attention n’est pas attirée. Elle ne réagit pas aux clignotants, la vente à des prix exorbitants de billets sous le manteau par exemple. Comment cela est-il passé inaperçu pour un match hors norme ? C’était Bastia-Marseille quand même !" répondit Me Roland Mahy, procureur de la République. 
Le 31 mars 1995, après plus de deux mois de délibéré, le Tribunal Correctionnel de Bastia leur infligeait malgré tout une peine de 18 mois de prison avec sursis pour "un manque de vigilance, des inattentions et négligences qui ont concouru à la survenance des faits". Des circonstances aggravantes furent retenues par le tribunal, considérant que les organisateurs de la FFF "étaient informés qu'à l'occasion de cette rencontre, les organisateurs du club envisageaient de réaliser à leur détriment et à celui des autres clubs de la compétition d'énormes profits illicites". Il reçut ce verdict sans mot dire mais en fut beaucoup affecté. Le 13 décembre 1995, la chambre correctionnelle de la Cour d'Appel de Bastia aggravait la condamnation de Michel Cagnion, la portant à 20 mois d'emprisonnement avec sursis et 30 000 francs d'amende pour homicides et blessures involontaires. Quelques jours plus tard, Michel Cagnion se pourvoyait en cassation.
Il ne verra pas la fin de l'action puisqu'il décédait à Montreuil-sous-Bois, dans la nuit du 19 au 20 septembre 1996, à l'âge de 68 ans, des suites d'une maladie. L'action publique à son égard fut donc éteinte par la Chambre criminelle de la Cour de cassation lors de l'audience publique du 24 juin 1997, mais cette dernière se déclara compétente pour statuer sur les intérêts civils, donnant acte de leur reprise de l'instance aux héritiers de Michel Cagnion, c'est-à-dire Nicole Balay, veuve Cagnion, Xavier Cagnion et Valérie Cagnion. Lors de sa réunion du 2 février 2001, le Bureau du Conseil Fédéral de la FFF, sous la présidence de Claude Simonet et en présence de Gérard Enault, reviendra une dernière fois sur "L'Affaire Cagnion et Pilard / UFC Que Choisir", déclarant "prendre acte du contenu de l’arrêt de la Cour de cassation relatif à cette affaire", la demande de UFC Que Choisir était déclarée irrecevable en sa constitution de partie civile.